# Walter Spoerri
Walter Spoerri (* 2. Dezember 1927 in Colmar; † 25. März 2016 in Saint-Blaise NE) war ein Schweizer Altphilologe.

## Leben
Walter Spoerri besuchte das Lycee Bartholdi in Colmar und studierte Klassische Philologie an der Universität Basel, wo er 1953 promoviert wurde. Von 1955 bis 1961 arbeitete er als Wissenschaftlicher Angestellter an der Forschungsstelle Thesaurus Linguae Graecae in Hamburg. Er verfasste seit 1955 Artikel für das Lexikon des frühgriechischen Epos. Seit 1959 war er außerdem als Assistent am Institut für Klassische Philologie der Universität Hamburg beschäftigt.
1961 habilitierte sich Spoerri in Hamburg. Im selben Jahr wurde er als außerordentlicher Professor an die Universität Neuchâtel berufen, wo er zugleich Leiter des Seminars für Klassische Philologie war. 1962 wurde er zum ordentlichen Professor ernannt. 1993 trat er in den Ruhestand.
Spoerri beschäftigte sich mit weiten Bereichen der griechischen Literatur. Zu seinen Forschungsschwerpunkten gehören der Historiker Diodor, die Metaphysik des Aristoteles und ihr Zusammenhang mit dem Corpus Hippocraticum sowie die Naturwissenschaft und Geographie der Antike.

## Schriften (Auswahl)
- Späthellenistische Berichte über Welt, Kultur und Götter. Untersuchungen zu Diodor von Sizilien. F. Reinhardt, Basel (Schweizerische Beiträge zur Altertumswissenschaft, Heft 9; = Diss. Basel 1953).
- Untersuchungen zur babylonischen Urgeschichte des Berossos und zu den Turmbausibyllina. Habil.schrift, unveröffentlicht.